# Estefanía Berardi
Estefanía Berardi (Mar del Plata, Buenos Aires; 19 de enero de 1990) es una bailarina, modelo y panelista argentina. Su salto a la fama fue en 2015 con su paso por el reality Combate durante cinco temporadas. Más tarde, integró el elenco de diferentes formatos televisivos, entre ellos, Dale like, Mañanísima, LAM, Poco correctos y Los profesionales de siempre.

## Biografía
Se mudó sola a Buenos Aires cuando tenía 18 años para perseguir una carrera en los medios. Primero hizo castings para poder actuar y finalmente llegó a bailar con Diego Torres.
En 2015 logra ser seleccionada para cuarta temporada de Combate, en la cual Berardi integró el equipo rojo, donde logró superar 6 nominaciones, siendo eliminada a solo dos semanas de las semifinales.
En enero de 2016 regresa a Combate tras estar ausente una temporada. Estefi vuelve a integrar el equipo rojo y luego de cuatro nominaciones es eliminada por el voto del público. Ese mismo año ingresó junto a Federico Molinari a la séptima temporada; titula Combate Evolución para reemplazar a Micaela Viciconte y Mauro Blazquez tras sus renuncias. Esta vez Berardi se integró al equipo verde, pero fue eliminada antes de la gran final.
Durante 2017 mantuvo un romance con Sergio Celli, compañero de equipo en Combate en la novena temporada, en la cual Estefi fue la primera eliminada. La pareja se separó a finales del año en buenos términos.
En 2018 y 2019 integró el panel de Siempre Show, programa satélite del reality show Showmatch: Bailando 2018. Pero poco después renuncia para poder conducir Dale like.
Entre 2019 y 2020 condujo Dale like junto a Cristian Vanadía y Juani Velcoff Andino, un espacio televisivo dedicado a los adolescentes que hace un recorrido por el mundo digital por Canal 9.
Entre 2021 y 2025 se desempeñó como panelista en Mañanísima junto a Carmen Barbieri y Sebastián "Pampito” Perelló Aciar.
Desde 2022 hasta 2023 fue la sexta panelista de LAM en América TV.
Entre 2023 y 2024 integró el equipo de Poco correctos en Canal 13.
En 2025 aceptó como panelista del programa Los profesionales de siempre con la conducción de Florencia de la V por Canal 9.

## Críticas
En numerosas ocasiones, Berardi ha demostrado faltas de profesionalismo en su trabajo como panelista, lo que ha causado fuertes repercusiones en el círculo mediático argentino. Aunque la marplatense ha recibido apoyo de algunas partes del público y figuras mediáticas a la hora de evaluar cómo se la trata, su método de trabajo ha sido duramente criticado por basarse en la falta de respeto a la privacidad y a las fake news en redes sociales. 
Su mayor “papelón” ocurrió en septiembre del 2022, cuando aseguró que la cantante internacional Lali Espósito había generado una pelea en las finales del programa «La Voz Argentina», utilizando como prueba un audio manipulado que en realidad era una línea original de la película Permitidos. Esta falta de corroboración llevó a una crítica generalizada y a la pérdida de confianza sobre Berardi. Irónicamente, meses antes ella había estado involucrada en una discusión con la periodista Karina Iavícoli, acusándola de no chequear información. A pesar de defenderse sobre su método de trabajo, Berardi continúa siendo considerada poco profesional entre los televidentes argentinos.
En febrero del 2023, Berardi se vio involucrada en un escándalo de infidelidad con el actor Federico Bal. Ante el rumor, la marplatense reaccionó amenazando con acciones legales si se usaba su nombre en los chats que circulaban en el medio. La reacción del público argentino y de sus propios compañeros de trabajo fue ponerse en contra de la panelista, ya que en reiteradas ocasiones ella misma había usado chats privados en su estilo laboral, y especulado con infidelidades en el mundo del espectáculo.

## Trayectoria

### Programas de televisión
| Año           | Título                       | Rol                     | Notas          |
| ------------- | ---------------------------- | ----------------------- | -------------- |
| 2015          | Combate 4G                   | Participante            | 11.ª eliminada |
| 2016          | Combate 6G                   | Participante            | 7.ª eliminada  |
| 2016          | Combate Evolución            | Participante            | 6.ª eliminada  |
| 2017          | Combate 9G                   | Participante            | 1.er eliminada |
| 2017          | Combate 10G                  | Participante            |                |
| 2017–2018     | Eh Gato y sus amigos         | Animadora               |                |
| 2018          | Combate 13G                  | Cronista                |                |
| 2019          | Siempre Show                 | Panelista               |                |
| 2019–2020     | Dale like                    | Conductora              |                |
| 2021–2025     | Mañanísima                   | Panelista               |                |
| 2022–2023     | LAM                          | Panelista               |                |
| 2023          | Pasaplatos Edición Famosos   | Participante            | 5.ª eliminada  |
| 2023–2024     | Poco correctos               | Panelista               |                |
| 2025–presente | Los profesionales de siempre | Panelista               |                |
| 2025          | Empezar el día               | Conducción de reemplazo |                |

## Teatro
| Año  | Título              | Rol    | Notas                             |
| ---- | ------------------- | ------ | --------------------------------- |
| 2017 | Batalla de talentos | Estefi | Reparto principal[cita requerida] |

## Premios y nominaciones
| Premio                                | Categoría                           | Receptor                        | Resultado | Ref.   |
| ------------------------------------- | ----------------------------------- | ------------------------------- | --------- | ------ |
| Premios Martín Fierro de la Moda 2023 | Panelista Femenina con Mejor Estilo | LAM                             | Pendiente | [ 24 ] |
| Premios Martín Fierro Internacional   | Premio Revelación                   | Mañanísima, LAM, Poco correctos | Pendiente |        |